# Bucholtwelmen
Bucholtwelmen ist ein Ortsteil im Westen der Gemeinde Hünxe im  Kreis Wesel in Nordrhein-Westfalen mit 471 Einwohnern (Stand März 2024) und liegt an der Lippe sowie am Wesel-Datteln-Kanal. Der Ort besteht aus den Dörfern Bucholt und Welmen, deren Ortskerne 3 km auseinander liegen.

Lage von Bucholtwelmen in der Gemeinde Hünxe

Im Ort treffen sich die Landesstraße 463 und die Kreisstraße 12. In Ortsnähe, in der Stadt Voerde trifft die Landesstraße 463 auf die Bundesstraße 8. Im Osten grenzt er an die Autobahn A3 mit der Ausfahrt Hünxe.
Neben der Waldschule befindet sich das Feuerwehrhaus der Löschgruppe Bucholtwelmen der Freiwilligen Feuerwehr Hünxe.

## Geschichte
Archäologen haben in Bucholtwelmen Reste von Häusern freigelegt, die vor etwa 2500 Jahren gebaut wurden. Der Ort gehörte früher zum Herzogtum Kleve, zuletzt war die ehemals selbständige Gemeinde Teil des Amtes Gahlen, Kreis Dinslaken zu der auch die Altgemeinde Hünxe gehörte.
Am 1. September 1960 wurde Bucholtwelmen zusammen mit Bruckhausen im Zuge des Neubaus der Erdölraffinerie auf dem Gelände des ehemaligen Truppenübungsplatzes ein Teil der Gemeinde Hünxe.

## Bevölkerungsentwicklung
- 1910: 256[3]
- 1931: 474[4]
- 2009: 468[5]

## Jugend
Die Waldschule im Ort ist eine Förderschule mit dem Schwerpunkt Geistige Entwicklung, eine Sonderschule für geistig behinderte Kinder.
Auf dem Sportplatz wurden 2018 Tore und ein Bolzplatz angelegt.

## Infrastruktur
Der Kontrast zwischen Naturschutz- und Gewerbegebieten könnte nicht größer sein wie in diesem kleinen Ort an der Lippe. In Bucholtwelmen gibt es mit einer Gesamtkapazität von 868.000 m³ in 52 Tanks das größte oberirdische Produkt-Tanklager Deutschlands, das nicht zu einer Raffinerie gehört. Die 1985 geschlossene Raffinerie machte Platz für verschiedene moderne Gewerbebetriebe westlich des Tanklagers, die sich im Industrie und Gewerbepark Bucholtwelmen ansiedelten.
Durch die Buslinien 75, 80 und dem Bürgerbus Hünxe der Verkehrsgemeinschaft Niederrhein ist das Dorf an das Nahverkehrsnetz angebunden.
Es gibt eine Turnhalle und einen Sportplatz in der Waldheidesiedlung sowie eine Reithalle und einen Reitplatz. In den Testerbergen (höchste Erhebung ist der 63 m hohe Ochsenberg) befindet sich der Hauptsitz der Rettungshundestaffel. Die Naturschutzgebiete Speller Heide mit den bis zu 28 m hohen Kaninchenbergen und die Feuchtwiesen Bucholter Bruch sind bekannte Naherholungsgebiete. Südwestlich der Testerberge gibt es einen Modellflugplatz.